# Potts Hill, New South Wales
Potts Hill este o suburbie în Sydney, Australia.